# العودة للوطن (لوست)
«العودة للوطن» هي الحلقة الخامسة عشر من الموسم الأول من المسلسل التلفزيوني الدرامي الأمريكي لوست. تم بثها على قناة ABC في الولايات المتحدة وعلى قناة CTV في كندا في 9 فبراير 2005. الحلقة كتبها المنتج التنفيذي دامون ليندلوف وأخرجها كيفن هوكس. تشهد الحلقة عودة كلير ليتلتون (إميلي دي رافين)، التي هربت بعد أن اختطفها إيثان روم (ويليام مابوثر). ومع ذلك، فإن عودتها تعني أن حياة جميع الناجين في خطر، وعلى الفريق إيجاد طريقة لإيقاف إيثان. ظهر تشارلي بيس (دومينيك موناغان) في فلاشباك الحلقة.
شوهدت حلقة «العودة للوطن» من قبل تسعة عشر ونصف مليون مشاهد أمريكي، وحظي بمراجعات متباينة إلى إيجابية، حيث حظيت الخلفية الدرامية لتشارلي بالثناء العام. ومع ذلك، اعتبر ليندلوف أنها واحدة من أقل حلقات لوست المفضلة لديه، حيث شعر أن استكشاف إدمان تشارلي للمخدرات مرة أخرى كان خطوة خاطئة.

## القصة

### الفلاشباك
تظهر الفلاشباك تشارلي (دومينيك موناغان) في ذروة إدمانه للمخدرات. لكسب المال لشراء المزيد من الهيروين، أخبره تومي (دارين ريتشاردسون) عن لوسي هيثرتون (سالي ستريكير)، التي كان والدها ثريًا. يخطط تشارلي لسرقة شيء ذي قيمة منها ثم بيعه. بمجرد دعوته إلى منزلها، كان لدى تشارلي مصلحة في سرقة علبة سجائر كانت تخص ونستون تشرشل. ومع ذلك، فإنه يطور مشاعره تجاه لوسي، ويأخذ وظيفة في بيع آلات التصوير حتى يصبح محترمًا، وهو ما يعارضه تومي. في النهاية، وصلت رغبته بالإقلاع إليه وأخذ علبة السجائر قبل تولي الوظيفة. تأتي خطته في أن يصبح محترمًا بنتائج عكسية عندما يغمى عليه بعد أن تقيأ تحت غطاء آلة التصوير التي يعرضها، ويجد العملاء، الذين يعملون في إحدى شركات والد لوسي، القطع الأثرية القيمة في سترته. عندما يذهب لرؤية لوسي لشرح الأمر، ترفض سماع تفسيره وتخبر تشارلي أنه لن يهتم بأي شخص أبدًا.

### في الجزيرة
في اليوم السابع والعشرين، 18 أكتوبر 2004، وجد لوك (تيري أوكوين) كلير (إميلي دي رافين)،  ولكن بعد أن استيقظت، لم تتذكر الحادث، ولا المنبوذين الآخرين، بما في ذلك تشارلي نفسه. في اليوم التالي، يواجه إيثان (ويليام مابوثر) تشارلي، ويهدد بقتل ناجٍ واحد كل يوم حتى يتم إرجاع كلير إليه. وبُأخذ التهديد على محمل الجد، وضع العديد من المنبوذين إجراءات أمنية وفخاخ حول المستوطنة لتجنب تنفيذ إيثان لتهديده. في صباح اليوم التالي، في اليوم 29، لسوء الحظ، تمكن إيثان من التسلل من المحيط وقتل سكوت (داستن واتشمان) أثناء الليل. على الرغم من تردده في البداية، يخطط جاك (ماثيو فوكس) لاستخدام الأسلحة من حقيبة المارشال  لإنشاء فخ للقبض على إيثان، باستخدام كلير كطعم. تشارلي يرغب في الانضمام إليه، لكن تم رفضه. سعيد (نافين أندروز)، كيت (إيفانجلين ليلي)، سوير (جوش هولواي)، جاك ولوك ينتظرون في كمين لإيثان ليظهر نفسه ويمسك كلير. عندما وصل، تمكن جاك من إيقاف وإخضاع إيثان في النهاية. ومع ذلك، قبل أن يتمكنوا من استجوابه، يأخذ تشارلي بندقية جاك ويطلق النار على إيثان. عندما سئل تشارلي عن سبب قتل إيثان، أخبر جاك أنه «يستحق الموت». في النهاية، تتذكر كلير زبدة الفول السوداني الخيالية لتشارلي،  زارته وأخبرته أنها تريد الوثوق به.

## الإنتاج
في أحد مشاهد الفلاش باك، تخبر لوسي تشارلي أن والدها خارج المدينة يشتري شركة ورق في سلاو. هذه إشارة إلى المسلسل التلفزيوني البريطاني الساخر المكتب، والذي هو من أحد مسلسلات جاي جاي أبرامز المفضلة، وهو مخرج لاحق للنسخة الأمريكية. قال ويليام مابوثر إنه أصيب بالإحباط عندما علم بمشهد وفاته حيث كان يتطلع إلى التواجد في المزيد من الحلقات. أعلن الممثل لاحقًا أنه «يشعر بالأسف» وتعاطف مع إيثان، لأنه «كان أعزل، بينما أخرج تشارلي مسدسًا.» 

## آراء النقاد

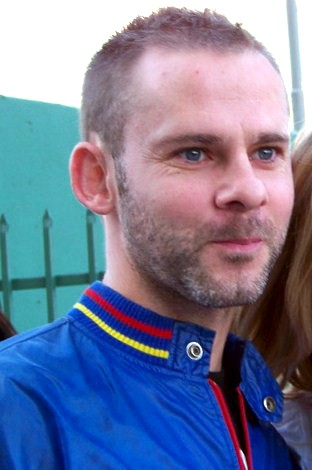
تلقت شخصية موناغان مدحًا عامًا على الفلاشباك الخاص بها، على الرغم من أن إحدى المراجعات وصفتها بأنها إلهاء عن الحبكة الرئيسية

حصلت حلقة «العودة للوطن» على إجمالي 19.48 مليون مشاهد، وتقييم 7.0 في الولايات المتحدة. هذا وضع لوست في المرتبة السادسة في أكثر المسلسلات مشاهدة لذاك الأسبوع. في كندا، تمت مشاهدة الحلقة من قبل 1.849 مليون شخص، لتحتل المرتبة التاسعة بين أكثر المسلسلات مشاهدة في البلاد. في المملكة المتحدة، تمت مشاهدة الحلقة من قبل 3.33 مليون شخص، مما جعلها ثالث أكثر المسلسلات مشاهدة على القناة الرابعة لذاك الأسبوع.
كانت مراجعات الحلقة مختلطة بشكل عام إلى إيجابية. صنف كريس كارابوت من IGN الحلقة بأنها «رائعة» 8.2 من أصل 10. أشاد بالحلقة لدور تشارلي فيها، مشيرًا إلى أن الخلفية الدرامية كانت «ارتدادًا مباشرًا بدون رسالة مخفية أو معنى أعمق، إنها ببساطة تقوم بعمل رائع في مقارنة تشارلي الذي نعرفه الآن على الجزيرة». تتطور غيرة تشارلي وغضبه وخوفه من الشعور بأنه غير مستغل فيما يتعلق بمساعدة كلير جيدًا في المشهد حيث يقتل إيثان. ذكر كارابوت أيضًا أن وفاة إيثان كانت متوقعة، لكنه لم يرد أن يحدث ذلك. صنفت IGN وفاة إيثان في المرتبة الثالثة ضمن أفضل 10 حالات وفاة في «لوست»، مشيرة إلى أن موته كان الأكثر إحباطًا في لوست لأن إيثان كان بإمكانه تقديم العديد من الإجابات على أسرار الجزيرة.
جيف جنسن من انترتينمنت ويكلي انتقد الحلقة بشكل مفرط، بما في ذلك كيف كتب الكتّاب كلير ليكون لديها فقدان الذاكرة أثناء الحلقة، مشيرًا إلى أن المسلسل يمكن أن يكون أفضل في كتابة الحلقة، بالإضافة إلى انتقاده لنجاح جاك في إخضاع إيثان، بما أنه خسر بالقتال أمام إيثان سابقًا في «كل رعاة البقر الممتازين لديهم مشاكل أبوية». جنسون فعل مثل «حكاية تشارلي الصغيرة» من ماضيه، والمشهد الذي جاءت فيه خطته ليكون محترماً بنتائج عكسية أعطت موناغان فرصة لإظهار موهبته للكوميديا الخفيفة. وصف ماك سلوكوم من فيلم فودر الحلقة بأنها «متعة حقيقية»، وعلى الرغم من أن طاقم لوست يستحق الثناء على القبض على إيثان ووفاته، إلا أنه وصف ذكريات تشارلي بأنها «إلهاء كبير للوقت» عن التطورات في الجزيرة.
في عام 2009، اقتبس كاتب الحلقة ومنشئ العرض دامون ليندلوف هذه الحلقة باعتبارها واحدة من أقل الحلقات المفضلة لديه، قائلاً إنها «كانت معيبة في كل مستوى تقريبًا يمكن أن تكون حلقة من لوست».  ذكر ليندلوف لاحقًا أن إحباطه يرجع إلى القرارات الخاطئة بشأن توسيع شخصية تشارلي، نظرًا لأنهم كانوا يستكشفون مرة أخرى زاوية إدمان المخدرات.

## روابط خارجية
- «العودة للوطن» في ABC
- «العودة للوطن» في Lostpedia
- «العودة للوطن» على قاعدة بيانات الأفلام على الإنترنت

1. ↑  "Lost - Netflix". نتفليكس. مؤرشف من الأصل في 2021-03-08. اطلع عليه بتاريخ 2017-11-24.
2. ↑  "رعاه شخص آخر". لوست. موسم 1. حلقة 10. إيه بي سي.
3. ↑  "مميز". لوست. موسم 1. حلقة 14. إيه بي سي.
4. ↑  "مهما كانت الحقيبة". لوست. موسم 1. حلقة 12. إيه بي سي.
5. ↑  "رجل ثقة". لوست. موسم 1. حلقة 8. إيه بي سي.
6. ↑  "Joss Whedon and J. J. Abrams Both Directing The Office". آي جي إن. 11 يناير 2007. مؤرشف من الأصل في 2012-07-17. اطلع عليه بتاريخ 2018-06-22.
7. ↑  "'Lost': The Dead Zone". إنترتينمنت ويكلي. 7 مايو 2010. مؤرشف من الأصل في 2014-03-08. اطلع عليه بتاريخ 2014-03-23.
8. ↑  "Weekly Program Rankings" (Press release). ABC Medianet. 15 فبراير 2005. مؤرشف من الأصل في 2015-03-11. اطلع عليه بتاريخ 2008-07-30.
9. ↑  "Top Programs - Total Canada (English)" (PDF). (PDF) BBM Canada. 15 فبراير 2005. اطلع عليه بتاريخ 2009-06-01.[وصلة مكسورة]
10. ↑  "BARB's weekly top 10 programmes (Go on w/e 13 Nov, 2005, and scroll down to Channel 4)". barb.co.uk. مؤرشف من الأصل في 2016-03-05. اطلع عليه بتاريخ 2009-06-01.
11. ↑  Carabott، Chris (18 سبتمبر 2008). "Lost Flashback: "Homecoming" Review". آي جي إن. مؤرشف من الأصل في 2012-03-12. اطلع عليه بتاريخ 2009-06-01.
12. ↑  Carabott, Chris؛ Goldman, Eric؛ Iverson, Dan؛ Moriarty, Colin؛ Zoromski, Brian (6 ديسمبر 2006). "Top 10 Lost Deaths". IGN. مؤرشف من الأصل في 2012-08-08. اطلع عليه بتاريخ 2007-09-09.
13. ↑  Jensen، Jeff (10 فبراير 2005). "Drawing a Blank". إنترتينمنت ويكلي. مؤرشف من الأصل في 2012-10-14. اطلع عليه بتاريخ 2009-06-01.
14. ↑  Slucom، Mac (11 فبراير 2005). "Key Point from "Homecoming"". Film Fodder. مؤرشف من الأصل في 2021-01-28. اطلع عليه بتاريخ 2009-06-01.
15. ↑  "A 'Lost' Q&A: Damon Lindelof answers (most of) your questions!". USA Today. 27 أكتوبر 2009. مؤرشف من الأصل في 2021-05-18. اطلع عليه بتاريخ 2010-05-04.
16. ↑  VanDerWerff، Emily (16 فبراير 2014). "The Lost interviews: House of the Rising Sun (Episode 6)". Vox. مؤرشف من الأصل في 2021-05-10. اطلع عليه بتاريخ 2015-03-20.